# Guvernul Mircea Druc
Guvernul Mircea Druc a fost un cabinet de miniștri care a guvernat RSS Moldovenească în perioada 25 mai 1990 – 28 mai 1991. A fost primul guvern din Moldova Sovietică ce nu a fost condus de un membru PCUS, ci de unul din liderii mișcării anticomuniste.

## Formarea Guvernului Mircea Druc
La data de 24 mai 1990, a fost învestit un nou guvern, condus de Mircea Druc, care a obținut 259 de voturi pentru, o abținere și nici unul contra.

## Componența cabinetului
| Minister                                                         | Nume                 | Portret | În funcție din | Până la     |  |
| ---------------------------------------------------------------- | -------------------- | --- | -------------- | ----------- |  |
| Prim-ministru                                                    | Mircea Druc          | The Great National Assembly Square - 3 (1991). (49419603303)                                                            | 25 mai 1990    | 28 mai 1991 |  |
| Viceprim-miniștri                                                |                      | |                |             |  |
| Prim-viceprim-ministru, Ministru al Agriculturii și Alimentației | Andrei Sangheli      | Silver - replace this image male                                                                                        | 29 mai 1990    | 28 mai 1991 |  |
| Prim-viceprim-ministru                                           | Constantin Oboroc    | Silver - replace this image male                                                                                        | 5 iunie 1990   | 28 mai 1991 |  |
| Viceprim-ministru, Ministru al Economiei Naționale               | Constantin Tampiza   | Silver - replace this image male                                                                                        | 5 iunie 1990   | 28 mai 1991 |  |
| Miniștri                                                         |                      | |                |             |  |
| Ministru de Stat                                                 | Gheorghe Gaindric    | Silver - replace this image male                                                                                        | 23 iunie 1990  | 28 mai 1991 |  |
| Ministru al Afacerilor Externe                                   | Nicolae Țîu          | Silver - replace this image male                                                                                        | 5 iunie 1990   | 28 mai 1991 |  |
| Ministru al Finanțelor                                           | Valeriu Muravschi    | Valeriu Muravschi (cropped)                                                                                             | 19 iunie 1990  | 28 mai 1991 |  |
| Ministru al Construcțiilor                                       | Gheorghe Călugăru    | Silver - replace this image male                                                                                        | 15 iunie 1990  | 28 mai 1991 |  |
| Ministru al Științei și Învățămîntului                           | Nicolae Mătcaș       | Silver - replace this image male                                                                                        | 5 iunie 1990   | 28 mai 1991 |  |
| Ministru al Sănătății                                            | Gheorghe Ghidirim    | Silver - replace this image male                                                                                        | 5 iunie 1990   | 28 mai 1991 |  |
| Ministru al Muncii și Protecției Sociale                         | Gheorghe Spinei      | Silver - replace this image male                                                                                        | 5 iunie 1990   | 28 mai 1991 |  |
| Ministru al Culturii și Cultelor                                 | Ion Ungureanu        | Flickr - Ion Chibzii - The Moldavian actor Ion Ungureanu in a film "Red storm". Moldova-film 1971                       | 5 iunie 1990   | 28 mai 1991 |  |
| Ministru al Justiției                                            | Alexei Barbăneagră   | Silver - replace this image male                                                                                        | 6 iunie 1990   | 28 mai 1991 |  |
| Ministru al Afacerilor Interne                                   | Ion Costaș           | Generalul Ion Costaș susținând un discurs pentru comemorarea eroilor căzuți în confruntările de pe Nistru (25100446319) | 13 iunie 1990  | 28 mai 1991 |  |
| Ministru al Informaticii, Informației și Telecomunicațiilor      | Timofei Andros       | Silver - replace this image male                                                                                        | 5 iunie 1990   | 28 mai 1991 |  |
| Ministru al Industriei și Energeticii                            | Dmitrii Leașenco     | Silver - replace this image male                                                                                        | 15 iunie 1990  | 28 mai 1991 |  |
| Ministru al Resurselor Materiale                                 | Constantin Iavorschi | Silver - replace this image male                                                                                        | 5 iunie 1990   | 28 mai 1991 |  |
| Ministru al Comerțului                                           | Valeriu Bobuțac      | Silver - replace this image male                                                                                        | 5 iunie 1990   | 28 mai 1991 |  |
| Ministru al Transporturilor                                      | Valerii Kozlov       | Silver - replace this image male                                                                                        | 19 iunie 1990  | 28 mai 1991 |  |

## Legături externe
- Decretul nr. 12 din 25 ianuarie 1997 privind numirea Guvernului Arhivat în 21 iulie 2011, la Wayback Machine.

| Precedat(ă) de: Guvernul Petru Pascari (2) | Guvernul Mircea Druc 25 mai 1990 - 28 mai 1991 | Succedat(ă) de: Guvernul Valeriu Muravschi |